# 義肢装具士学校養成所指定規則
義肢装具士学校養成所指定規則（ぎしそうぐしがっこうようせいじょしていきそく）は、1988年（昭和63年）3月28日に、日本国の義肢装具士法に基づき文部省・厚生省令第3号として公布された省令である。

## 教育内容
- 基礎分野
  - 科学的思考の基盤
  - 人間と生活
- 専門基礎分野
  - 人体の構造と機能及び心身の発達
  - 疾病と障害の成り立ち及び回復過程の促進
  - 保健医療福祉とリハビリテーションの理念
  - 義肢装具領域における工学
- 専門分野
  - 基礎義肢装具学
  - 臨床義肢装具学
  - 臨床実習

## 科目
- 基礎科目 
  - 外国語
- 専門基礎科目 
  - 医学 
    - 公衆衛生学
    - 医学概論
    - 解剖学
    - 生理学
    - 病理学概論
    - 機能解剖学
    - 運動学
    - 一般臨床医学
    - 臨床神経学
    - 整形外科学
    - リハビリテーション医学
    - 理学療法・作業療法
    - 臨床心理学

  - 工学 
    - 電子計算機演習
- 専門科目 
  - 義肢装具生体力学
  - 義肢装具採型・採寸学
  - 義肢装具適合学
  - 義肢装具装着管理学
  - 関係法規
  - 臨床実習